# البيدر فاطسة بيرم (الرقة)
البيدر_فاطسة بيرم قرية سورية تتبع ناحية الكرامة في منطقة مركز الرقة في محافظة الرقة. بلغ عدد سكانها 2062 نسمة في عام 2004 حسب إحصاء المكتب المركزي للإحصاء.